# كورت رومل
كورت رومل (بالألمانية: Kurt Rommel)‏ (و. 1926 – 2011 م) هو كاهن أبرشية، وكاتب، وصحفي، وملحن، وكاتب ترانيم ألماني، ولد في كيرشهايم اونتر تك، توفي في شتوتغارت، عن عمر يناهز 85 عاماً.